# Cygnopterus
Cygnopterus — викопний вид гусеподібних птахів родини Качкові (Anatidae). Скам'янілі рештки представників роду знайдені у Бельгії, Франції та Казахстані та датуються олігоценом.

## Види
- Cygnopterus affinis van Beneden, 1883
- Cygnopterus alphonsi Cheneval, 1984
- Cygnopterus lambrechti Kuročkin, 1968